# Ectasiocnemis shirozui
Ectasiocnemis shirozui es una especie de coleóptero de la familia Scraptiidae.

## Distribución geográfica
Habita en Japón.